# IC 2038
IC 2038 ist eine Spiralgalaxie vom Hubble-Typ Scd im Sternbild Dorado am Südsternhimmel. Sie ist schätzungsweise 24 Millionen Lichtjahre von der Milchstraße entfernt und hat einen Durchmesser von etwa 20.000 Lj. Wahrscheinlich bildet sie gemeinsam mit IC 2039 ein gravitativ gebundenes Duo.
Im selben Himmelsareal befinden sich u. a. die Galaxien NGC 1533, NGC 1536, IC 2032.
Das Objekt wurde am 8. Dezember 1899 von DeLisle Stewart entdeckt.